# Juan Morgado
Juan Morgado Dorado (Fregenal de la Sierra, 24 ottobre 1952) è un ex calciatore spagnolo, di ruolo difensore.

## Carriera

### Gli esordi e il debutto al Real Madrid
Nasce a Fregenal de la Sierra, nella provincia di Badajoz, nella comunità autonoma dell'Estremadura. Muove i primi passi nel settore giovanile del Club Deportivo Hernán Cortés e successivamente passa in Tercera División al Club Deportivo Badajoz.
Nel 1973, dopo essere stato visionato da Antonio Ruiz durante un torneo a Badajoz, viene ingaggiato con un triennale dal Real Madrid, dove gioca inizialmente con la squadra filiale del Castilla.
Dopo pochi mesi, tuttavia, compie un notevole salto di categoria venendo convocato in prima squadra dall'allenatore Luis Molowny, complice un periodo in cui il Real Madrid è colpito da diversi infortuni e squalifiche nel reparto difensivo.
Esordisce quindi a 21 anni con il Real Madrid e colleziona quindi un totale di 13 presenze nell'arco di due anni, nei quali i blancos vincono due Coppe di Spagna e un campionato.

### Altre esperienze successive
Nel 1975-1976 quando è ormai chiaro che gli spazi al Real Madrid per lui sono assai ridotti, Morgado passa in prestito al Real Murcia, in Segunda División spagnola, dove totalizzerà 28 presenze e un gol.
Nel 1976 firma un triennale con il Deportivo Alavés, iniziando così un'esperienza per 5 stagioni alla squadra basca.
Nel 1981 firma con il Real Saragozza, tornando così finalmente a giocare in Primera División. Arriva a Saragozza insieme a lui dal Deportivo Alavés anche il compagno di squadra Juan Antonio Señor, che diventerà una delle principali bandiere del club aragonese. Durante i tre anni a Saragozza gioca con continuità sotto la guida dell'allenatore olandese Leo Beenhakker, tuttavia senza riuscire a vincere nessun trofeo.
Nel 1984-1985 veste la maglia dell'Elche CF, sempre nella Liga.
Nel 1985-1986 torna all'Alavés, questa volta in Segunda División B. Chiude la carriera nell'U.D. Alzira, ritirandosi nel 1989.

### Dopo il ritiro
Dopo il ritiro si stabilisce a Saragozza, lavorando per alcuni anni in una compagnia di assicurazioni.
Nel 1995 torna a lavorare per il Real Saragozza come dirigente e come delegato addetto agli ufficiali di gara, ruolo che ricopre per vent'anni, fino al 2015.

## Palmarès
- Campionato spagnolo: 1

Real Madrid: 1974-1975
- Copa del Generalísimo: 2

Real Madrid: 1973-1974, 1974-1975